# Phaonia villiscutellata
Phaonia villiscutellata este o specie de muște din genul Phaonia, familia Muscidae, descrisă de Xue în anul 2000.
Este endemică în Yunnan. Conform Catalogue of Life specia Phaonia villiscutellata nu are subspecii cunoscute.